# يعفور
يعفور بلدة في محافظة ريف دمشق في سوريا. تقع غرب دمشق. شهدت منطقتها تطورًا عقاريًا ملحوظًا في السنوات الأخيرة.
تم تصوير فيها مسلسل باب الحارة الجزء 6 و7.
وفقًا للمكتب المركزي للإحصاء في سوريا، بلغ عدد سكان يعفور 4638 نسمة في تعداد عام 2004.
إن وجود الدروز حول جبل الشيخ موثق منذ تأسيس الديانة الدرزية في بداية القرن الحادي عشر.